# Tiếng Q'eqchi'
Tiếng Q'eqchi' (cũng được viết là Kekchi, K'ekchi', hay Kekchí) là một ngôn ngữ Maya, được các cộng đồng người Q'eqchi' tại Guatemala và Belize sử dụng.

## Phân bố

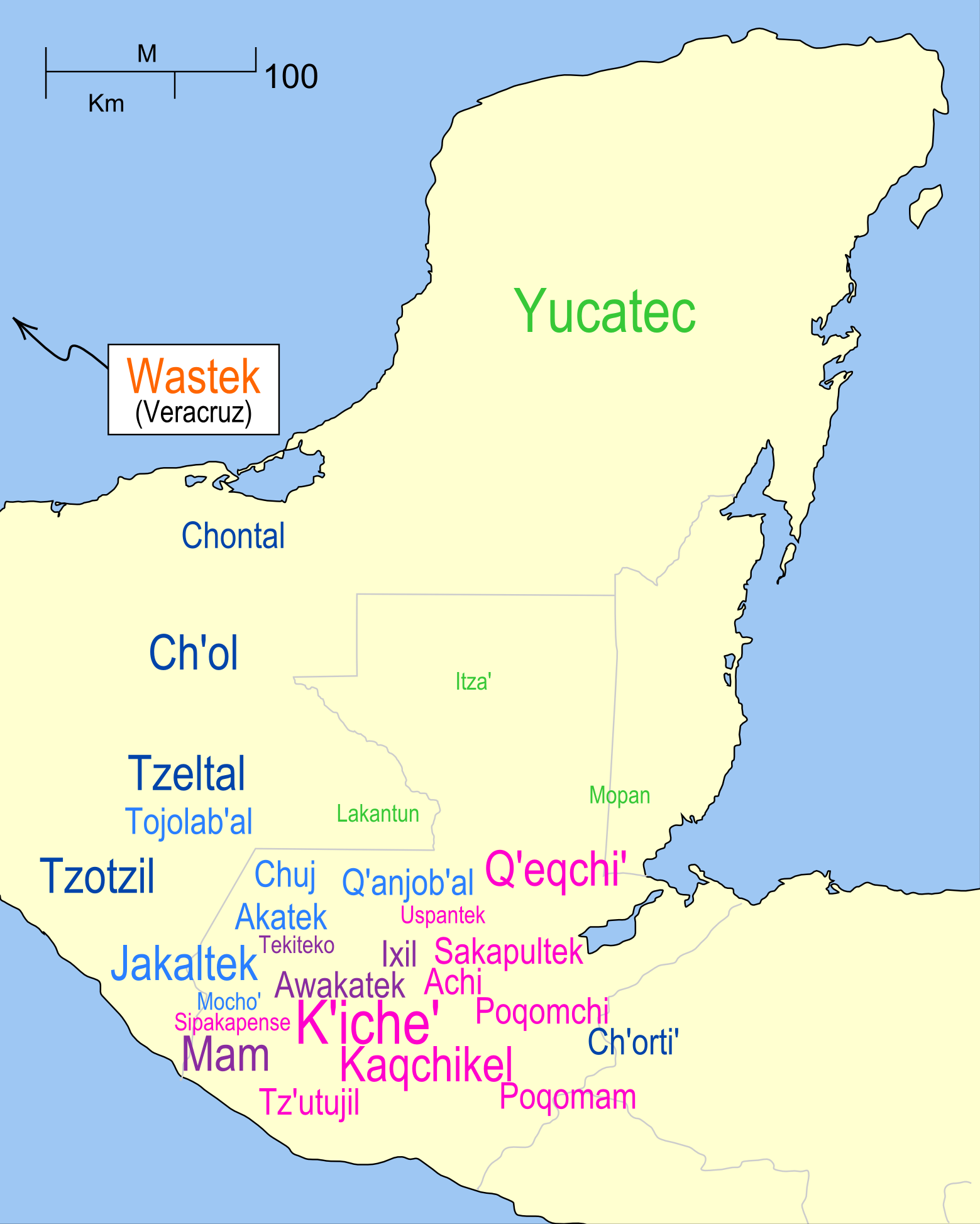
Bản đồ phân bố các ngôn ngữ Maya

Khu vực nơi tiếng Q'eqchi' nằm dọc theo miền bắc Guatemala đến miền nam Belize. Cũng có vài cộng đồng nói tiếng Q'eqchi' tại México.
Ước tính rằng vùng trung tâm nói tiếng Q'eqchi' ở bắc Guatemala rộng trên 24,662 kilômét vuông (tức khoảng 9.522 dặm vuông). Những tỉnh nơi tiếng Q'eqchi' thường được nói gồm:
| Tỉnh         | Đô thị |
| ------------ | --- |
| Alta Verapaz | Chahal, Chisec, Cobán, Fray Bartolomé de las Casas, Lanquín, Panzós, Chamelco, Carchá, Cahabón, Senahú, Tucurú |
| Baja Verapaz | Purulhá |
| Petén        | La Libertad, Poptún, San Luis, Sayaxché                                                                        |
| Quiché       | Ixcán, Playa Grande, Uspantán                                                                                  |
| Izabal       | El Estor, Livingston, Morales                                                                                  |

Tại Belize, tiếng Q'eqchi' hiện diện ở Toledo. Tiếng Q'eqchi' được đa số người Maya tại Toledo nói.
Terrence Kaufman cho rằng tiếng Q'eqchi' có hai nhóm phương ngữ chính: đông và tây. Nhóm đông có mặt ở Lanquín, Chahal, Chahabón và Senahú, còn nhóm tây ở những nơi còn lại.